# آزمایشگاه

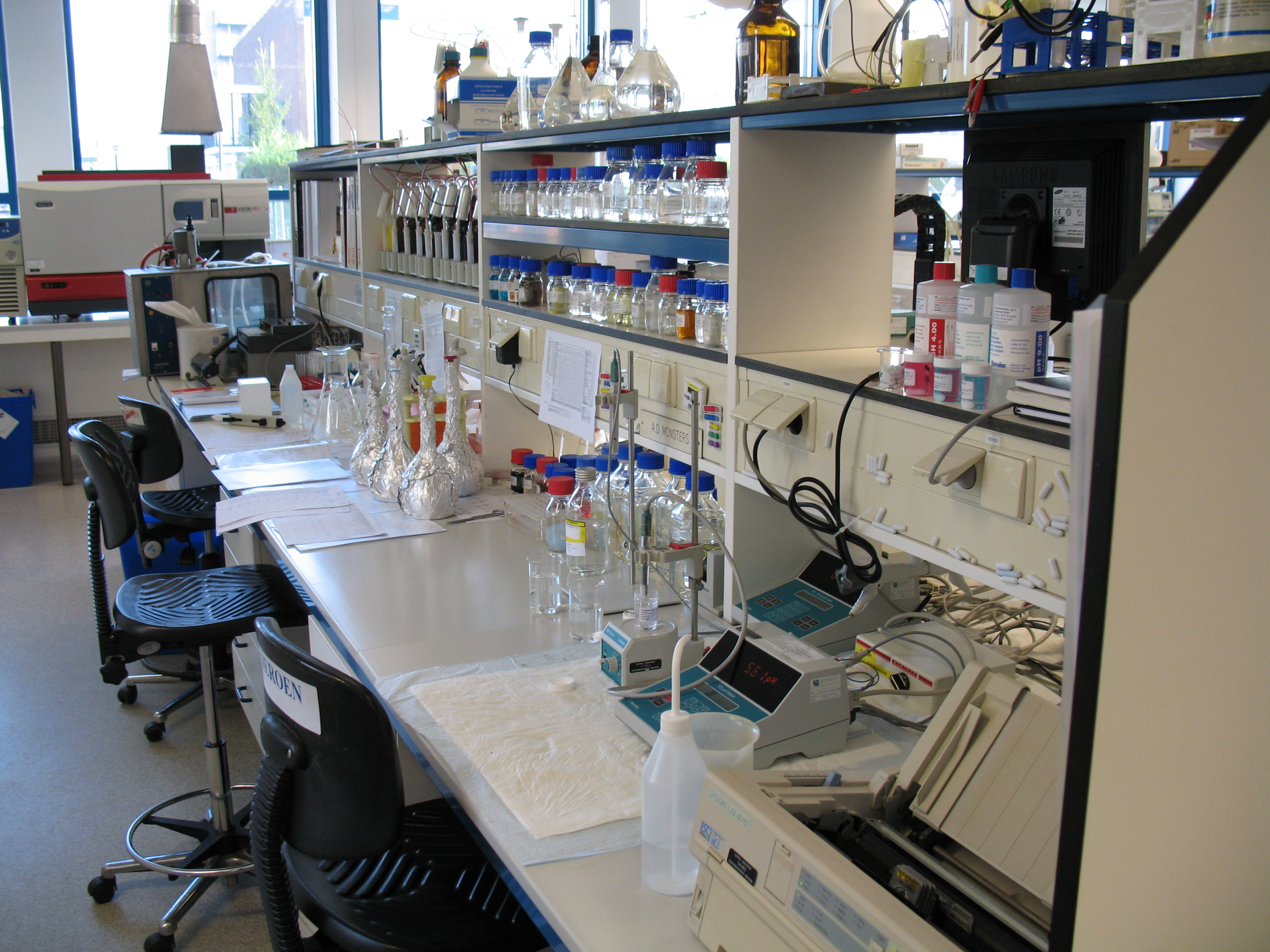
آزمایشگاه سازمان انتقال خون سانکوئین در هلند.

آزمایشگاه (به انگلیسی: laboratory)، یک مکان است که در آن با استفاده از ابزار آزمایشگاهی و ایجاد شرایط مناسب محیطی (سکوبندی آزمایشگاه و پارتیشن‌بندی آزمایشگاه) آزمایش‌های مختلف برای اهداف مختلف خوب یا بد صورت می‌گیرد و آزمایش های علمی بر پایه روش علمی (به انگلیسی: scientific method) انجام می‌شوند. سندپردازی (به انگلیسی: documentation)، استناد (به انگلیسی: citation) و شواهد تجربی (به انگلیسی: empirical evidence) نقش های مهمی در فعالیت های آزمایشگاهی دارند. امروزه، آزمایش های متعدد که از انقلاب علمی و انقلاب صنعتی تا اکنون صورت گرفته نقش مهمی در اطلاعات و پیشرفت های امروزی داشته است مثل تکنولوژی، رفاه، حقوق، حقوق بشر، حقوق حیوانات، سازمان ملل، واکسن، تولید آنتی بیوتیک های قوی برای مقابله با بیماری های مختلف مثل درمان بیماری عفونی، امید به زندگی، الکتریسیته و بهبود سیستم‌های برقی، بهره‌گیری از علم زمین شناسی برای بررسی بافت‌های زمین و خطرات احتمالی و پیش بینی خسارت‌های زیان بار و در نظر گرفتن راهکارهایی برای آن‌ها و... از دستاوردهای مختلف آزمایشگاهی هستند که همواره بروزرسانی و ارتقاء داده می‌شوند. ما می‌توانیم در آزمایشگاه کیفیت زندگی خود را بهبود ببخشیم، تغییر ایجاد کنیم، پژوهش کنیم، اطلاعات معتبر بیابیم و...؛ در قرن‌های گذشته زندگی به مراتب دشوار تر از امروز بوده است، اما امروزه در آزمایشگاه‌ها تحول نوینی در تاریخ بشریت به وجود آمده است. اهمیت آن به قدری زیاد است که آزمایش پس از مشاهده، دومین ابزار مهم روش علمی است. در دهه های قبل، تکنولوژی و رسانه بسیار ساده بودند و قابلیت محدودی داشتند که در گردآوری اطلاعات مشکلات و محدودیت های زیادی به وجود می‌آورد تا اینکه تکنولوژی اطلاعات پدیدار شد که نقش بسیار مهمی در اکتشافات علمی و پیشرفت علوم دارد و خواهد داشت مثل دسترسی آسان و سریع به اطلاعات مختلف زیاد که حتی در خانه هم امکان‌پذیر است و با شواهد و بررسی صحت منبع آن‌ها می‌توان آن اطلاعات را معتبر یا غیر معتبر دانست در حالی که در گذشته هیچ‌کدام از این‌ها ممکن نبوده است؛ سامانه ترابری (به انگلیسی: transport) محدود و ضعیف باعث می‌شد که هم جابه‌جایی انسان‌ها دشوار باشد و هم تجارت کالا و خدمات ضعیف و محدود باشد و نیز سفر های تفریحی و حتی کاری کم باشد به خاطر عدم امنیت، عدم وجود امداد رسانی ترابری و آمبولانس و بیمارستان، عدم دسترسی به سامانه موقعیت‌یاب جهانی، وجود راهزن، خستگی، زمان طولانی و طاقت فرسا ترابرد و... اما امروزه، به خاطر تحقیق و توسعه های فراوان با اثبات و شواهد علمی بر پایه روش علمی در آزمایشگاه ها، پیشرفت های زیادی در صنعت و تکنولوژی شده است که همواره بروزرسانی و ارتقاء داده خواهند شد. صنعتها و فرهنگ ها که ارث اجدادی بودند و با تحولات مختلف بدون اعتبارسنجی یا ویرایش یا بروزرسانی یا ارتقاء از نسلی به نسل دیگر منتقل می‌شدند که حاوی اطلاعات درست و نادرست بودند اما روش علمی، به صورت ارثی عمل نمی‌کند بلکه ابزاری برای شناخت و پاسخ نزدیک تر به اطلاعات و حقیقت های سامانه طبیعت است که با کنش مستقیم و اندیشه آزاد با استفاده از تکنولوژی و بروزرسانی به تغییر و تحول نامحدود و بدون توقف می‌پردازد و اعتبار اطلاعات علمی به اثبات علمی با شواهد علمی بستگی دارد و اطلاعات علمی هم مداوم بروزرسانی می‌شوند و به همین خاطر است که عدم سوگیری شناختی، تعصب، اصلاح اشتباهات و... با علم باعث پیشرفت های مختلف می‌شود و در گذشته پیشرفت ها بسیار کم بوده و پسرفت ها خیلی زیاد بوده است و تغییرات زیاد نبود چون خود کنش مستقیم و درست برای تغییرات انجام نمی‌دادند؛ اگر علم معتبر کارکرد دارد به علت شناخت درست نسبت به سامانه طبیعت و پدیده های آن است در حالی که در شبه علم، سوگیری شناختی، خرافات، افسانه ها و... این گونه نیست.
در دانشگاه‌ها زمانی که آموزش فراگیر در یک آزمایشگاه و با آموزش انجام یک فعالیت عملی باشد آن را «آموزش آزمایشگاهی» می‌نامند.
معمولاً آزمایشگاه‌ها به دسته‌های زیر تقسیم می‌شوند:
آزمایشگاه‌های فیزیک، آزمایشگاه شیمی، آزمایشگاه‌های کامپیوتر، آزمایشگاه‌های بهداشت، آزمایشگاه‌های پاتوبیولوژی

## سطح‌بندی ایمنی
آزمایشگاه‌ها به ۴ سطح تقسیم‌بندی می‌شوند که سطح ۲ مشابه آزمایشگاه‌های دانشگاه‌ها و بیمارستان با هود و یک سری امکانات امنیتی ابتدایی است که در آن‌ها بر روی عوامل با بیماری زایی پایین کار می‌شود، در سطح ۳ عوامل خطرناک و با بیماری زایی بالا نگهداری می‌شوند که این آزمایشگاه‌ها به فیلتراسیون هوا با دقت بالا مجهز هستند، سطح ۴ هم با ایمنی فوق‌العاده برای نگهداری ویروس‌های مهلک مثل ابولا استفاده می‌شود در هر صورت ایمنی این آزمایشگاه‌ها توسط دانشگاه تأیید شده‌است.

## اصول ایمنی آزمایشگاه
- توجه و مطالعه تابلوهای نصب شده در آزمایشگاه
- پوشیدن روپوش آزمایشگاهی در حین انجام آزمایش
- استفاده از ماسک و عینک محافظ در صورت لزوم
- توجه به برچسب‌های موجود روی مواد شیمیایی
- جابجا نکردن شیشه‌های حاوی مواد شیمیایی
- بستن درب شیشه‌های حاوی مواد شیمیایی بعد از هر بار مصرف[۲]